# انبعاث فوتوني متباين زمنيا
انبعاث فوتوني متباين زمنيًا(بالإنجليزية: (Time-resolved photon emission (TRPE))‏ تستخدم لقياس شكل الموجة زمنيًا لجهاز شبه موصل. تنفذ قياسات الانبعاث الفوتوني المتباين زمنيًا على الجزء السفلي من الجهاز شبه الموصل. الأساس في الجهاز قيد الاختبار يتم تنحيفه ميكانيكيًا. يتم تثبيت الجهاز على قاعدة س-ص متحركة في وعاء مغلق يحجب كل مصادر الضوء. الجهاز قيد الاختبار يكون موصولًا بمنبه كهربائي فعّال. نمط هذا المنبه يتكرر باستمرار و يتم إرسال إشارة تنبيه إلى جهاز قياس الانبعاث الفوتوني المتباين زمنيًا لتشير عند تكرر هذا النمط. العامل على جهاز الانبعاث الفوتوني المتباين زمنيًا يعمل بطريقة مشابهة لكاشف الذبذبة بالعينات، و يتم استخدامه في تحليل الإخفاق لشبه الموصل.

## آلية العمل
بتكرار تطبيق نمط التنبيه الكهربائي على الجهاز قيد الاختبار، الترانزستورات الداخلية تتردد بين حالة الوصل و حالة الفصل. بينما تكون ترانزستورات pMOS و nMOS (أنواع موسفت) تفصل و تتصل، يتم إطلاق فوتونات. إطلاق هذه الفوتونات يتم تسجيله بواسطة كاشف فوتونات حساس. بإحصاء عدد الفوتونات المطلقة لنوع معين من الترانزستور على فترة زمنية؛ يمكن بناء مدرج تكراري فوتوني. هذا المدرج التكراري يسجل عددًا أعلى من إطلاق الفوتونات عند تحول الترانزستور إلى حالة الوصل أو حالة الفصل. بمقارنة توافقية إطلاقات الفوتونات في زوج pMOS, nMOS الموجودة في البوابات المنطقية؛ يمكن استخدام المدرج التكراري الناتج لتحديد المواقع الزمنية لحافة الصعود أو الهبوط لإشارة عند تلك العقدة. شكل الموجة الناتج لا يمثل شكل موجة الفولتية الحقيقي؛ لكنه يمثل بشكل دقيق اشتقاق شكل الموجة، مع ظهور ارتفاع كبير فوتوني عند حواف الصعود أو الهبوط فقط.